# Jurki (Białoruś)
Jurki (biał. Юркі; ros. Юрки, Jurki; hist. ros. Юревичи, Jurewiczi; pol. Jurki) – wieś na Białorusi, w obwodzie homelskim, w rejonie oktiabrskim, w sielsowiecie Wałosawiczy.

## Historia
W XIX i w początkach XX w. położone były w Rosji, w guberni mińskiej, w powiecie bobrujskim. Po I wojnie światowej pod administracją polską, w Zarządzie Cywilnym Ziem Wschodnich, w okręgu mińskim, w powiecie bobrujskim. W wyniku postanowień traktatu ryskiego znalazły się w granicach Związku Sowieckiego. Od 1991 w niepodległej Białorusi.